# Vaundy
Vaundy – japoński muzyk. Swoją karierę rozpoczął w 2019 roku od niezależnego publikowania piosenek w serwisie YouTube, natomiast popularność zdobył w grudniu tego samego roku dzięki utworowi „Tokyo Flash”. Stworzył piosenki do wielu anime i dramatów telewizyjnych, z których najbardziej znane to „Hadaka no yuusha” do Ōsama Ranking i „Chainsaw Blood” do Chainsaw Man.

## Dyskografia

### Albumy studyjne
- Strobo (2020)[5]
- Replica (2023)[5]

### EP
- Hadaka no yuusha (2022)[6]